# Иванов, Дмитрий Александрович (активист)
Дмитрий Александрович Иванов (род. 5 августа 1999 года, Москва) — российский программист, гражданский активист, создатель Telegram-канала «Протестный МГУ», корреспондент «За права человека», фигурант дела, возбуждённого по «закону о фейках». 7 марта 2023 года Тимирязевский суд Москвы признал Иванова виновным и приговорил к 8,5 годам лишения свободы в колонии.

## Биография
Родился 5 августа 1999 года в Москве. Получал высшее образование на факультете вычислительной математики и кибернетики в МГУ имени В. И. Ломоносова. Работает в Институте Системного программирования Российской академии наук (ИСП РАН). Начиная с 2017 года занимался общественной деятельностью: выступал в поддержку политических заключенных, помогал в кампаниях аспиранта МГУ имени В. И. Ломоносова Азата Мифтахова, программиста Константина Котова, дела «Нового величия», дела «Сети». Участвовал в антиправительственных митингах, помогал задержанным: приезжал в качестве правозащитника к задержанным на митингах, объезжал отделы полиции с передачами. В 2021 году был активным участником избирательной кампании Михаила Лобанова, выдвинутого партией КПРФ на выборы в Государственную думу. Позже занимал уверенную антивоенную позицию и участвовал в антивоенных митингах.

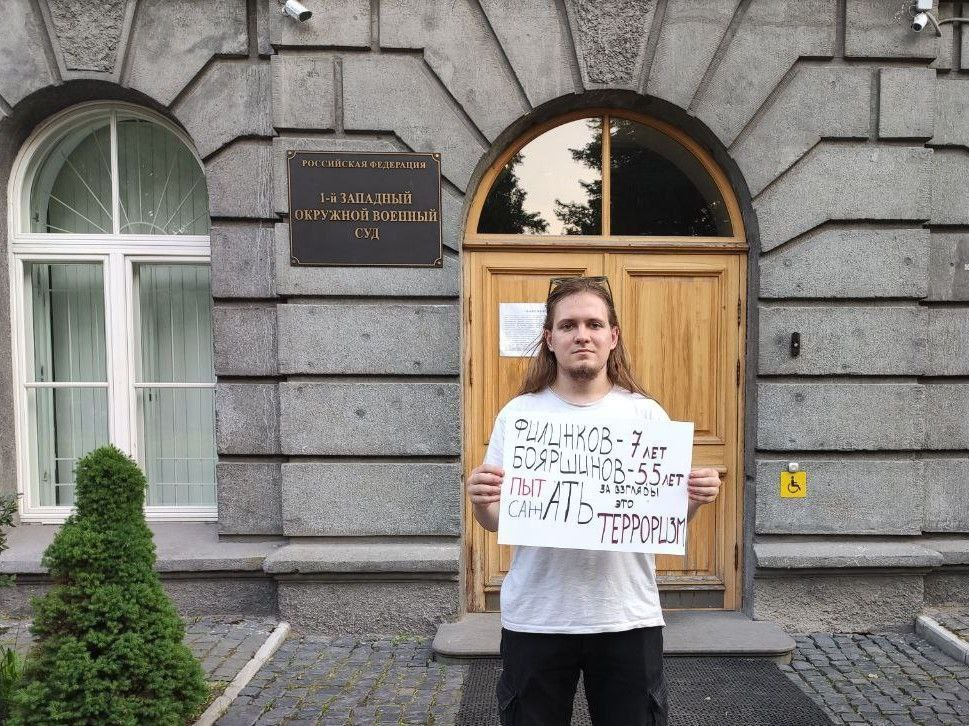
Дмитрий Иванов в одиночном пикете в поддержку фигурантов дела «Сети»

### Образование
В 2017 году Дмитрий Иванов поступил на бюджетной основе в МГУ имени М. В. Ломоносова на факультет вычислительной математики и кибернетики. Активное участие в политической жизни страны не давало Дмитрию возможности регулярно посещать учебные занятия, поэтому в 2020 году, находясь на 3 курсе, он был вынужден уйти в академический отпуск. В 2022 году Дмитрий должен был окончить вуз и получить диплом.
28 апреля 2022 года Дмитрия Иванова задержали на выходе из стен университета. Защитник Дмитрия на суде ходатайствовал о сокращении срока административного ареста по причине назначенного на 1 июня итогового государственного экзамена. Ходатайство судом было отклонено и Иванов остался под арестом до 2 июня.
За время административного ареста Иванов передавал заявления через адвоката о переносе государственного экзамена и дня защиты дипломной работы, но заявление принято не было, так как вуз требовал личного присутствия студента.
1 июля 2022 года Дмитрий Иванов был отчислен из МГУ имени М. В. Ломоносова как полностью выполнивший учебный план, но не прошедший государственную итоговую аттестацию.

### Политическое преследование до уголовного дела
С 2018 года Дмитрий Иванов начал анонимно вести свой Telegram-канал «Протестный МГУ», в котором освещал проблемы университета и, в частности, борьбу студентов против обустройства фан-зоны ЧМ-2018 под окнами главного здания МГУ имени В. И. Ломоносова.
16 декабря 2018 года на Лубянке проходило «Собрание свободных граждан», во время которого Иванов был задержан сотрудником центра по борьбе с экстремизмом Алексеем Окопным за сделанные фотографии. Дмитрия избивали, угрожали изнасилованием — добивались пароля от телефона. Когда пароль так и не был озвучен, телефон сломали. Доступ к Telegram-каналу «Протестный МГУ» был утерян.
17 декабря 2018 года Дмитрий Иванов повторно создал Telegram-канал, оставив ему прежнее название. Там первым постом он рассказал о пытках, которым он был подвергнут, а также информацию о себе. С того момента канал и личность Дмитрия стали публичными и начали активно набирать популярность.
С тех пор Иванова стали постоянно задерживать на митингах, акциях и даже при выходе из дома.
После возвращения Алексея Навального в Россию и его ареста 18 января 2021 года по всей России в течение месяца проходили стихийные митинги «Свободу Навальному!» и многочисленные задержания. Количество задержанных за все акции в России превысило, по данным МВД РФ, 17 600 человек, вследствие чего мест в спецприемниках Москвы не хватало для размещения арестованных. Дмитрий Иванов был задержан на митинге 2 февраля 2021 года. 3 февраля Мещанский суд назначил ему 30 суток ареста по ч. 8 статьи 20.2 КоАП РФ. Дмитрий и более 500 арестованных были отправлены отбывать административный арест в ЦВСИГ Сахарово — прецедентное на тот момент место содержания арестованных на митингах. Во время нахождения в ЦВСИГ на Дмитрия был составлен еще один протокол по статье 19.3 КоАП РФ за выкрикивание лозунгов политического характера во время прогулки арестованных. По истечении 30 суток административного ареста Дмитрий был задержан повторно на выходе из изолятора. 5 марта 2021 года Троицкий суд добавил Иванову 10 суток ареста по статье 19.3 КоАП РФ.
В общей сложности до уголовного преследования Дмитрий Иванов провел под административным арестом 101 день за 2020—2022 годы.

## Уголовное преследование

### Задержание и следственные действия
28 апреля 2022 года Дмитрий Иванов был задержан на выходе из здания МГУ имени В. И. Ломоносова после сдачи экзамена. Его доставили в ОМВД России по району Раменки. На следующий день судья Максимов Никулинского районного суда постановил арестовать Дмитрия по ч. 8 статьи 20.2 КоАП РФ за один из постов на канале «Протестный МГУ» на 10 суток за организацию митинга. Дмитрий был отправлен отбывать административный арест в спецприемник МВД по ТиНАО города Москвы в деревне Сахарово. По истечении 10 суток ареста Дмитрий был выпущен из стен спецприемника, но до ворот так и не дошел — на выходе его ждала полицейская машина.
8 мая 2022 года Дмитрий Иванов был задержан повторно и доставлен в ОМВД России по Тверскому району. 9 мая Тверской суд назначил ему еще 25 суток ареста по ч. 8 статьи 20.2 КоАП РФ за репост с Telegram-канала «Навальный» об организации антивоенного митинга 6 марта. Его отправили отбывать административный арест в Спецприемник № 2 в Мнёвниках.
Вечером 2 июня 2022 года Дмитрий Иванов должен был выйти из спецприемника, но вместо этого около 11 утра его прямо из камеры увезли в первое управление ГСУ СК России по городу Москве. Там следователь по особо важным делам Мягков К. А. сообщил Дмитрию, что в отношении него и неустановленных лиц возбуждено уголовное дело по п. п. «б» и «д» ч. 2 207.3 УК РФ. В этот же день у троих друзей Дмитрия и в квартире его матери, где он зарегистрирован, прошли обыски, была изъята техника и все материалы, которые могли бы относиться к делу. Они также были доставлены в следственный комитет. Трое друзей, мать и ее муж были допрошены в качестве свидетелей по делу, а сам Дмитрий — в качестве обвиняемого. Как оказалось позже, 35 суток административного ареста Иванова были необходимы следствию для проведения экспертизы постов на его Telegram-канале «Протестный МГУ».
Доследственная проверка постов на Telegram-канале «Протестный МГУ» была начата 1 апреля 2022 года. Была назначена комплексная психолого-лингвистическая судебная экспертиза постов в период с 4 марта 2022 года по 4 апреля 2022 года. Такими постами стали:
1. пост от 4 марта 2022 года (репост из Telegram-канала «Лентач» видеообращения президента Украины Владимира Зеленского с сообщением о том, что российские войска атаковали Запорожскую атомную станцию);
2. пост от 4 марта 2022 года (репост из Telegram-канала «Навальный» с призывом выходить на акцию против войны 6 марта 2022 года на центральные площади российских городов);
3. пост от 6 марта 2022 года (авторский текст об итогах первых десяти дней войны в Украине и прошедшим в этот день антивоенных митингах с выводом в конце: «Мы не имеем морального права молчать, когда от нашего имени убивают наших соседей. И мы не молчим»);
4. пост от 6 марта 2022 года (репост из Telegram-канала «Zelenskiy / Official» видео обращения президента Украины Владимира Зеленского с обращением к жителям Донбасса на русском языке);
5. пост от 8 марта 2022 года (репост из Telegram-канала «Zelenskiy / Official» видео обращения президента Украины Владимира Зеленского с сообщением о потерях российской авиации и требованием к Западу закрыть небо над Украиной);
6. пост от 10 марта 2022 года (репост из Telegram-канала «Лентач» видео обращения президента Украины Владимира Зеленского с сообщением о бомбардировке больницы и роддома в Мариуполе);
7. пост от 17 марта 2022 года (репост из Telegram-канала «Барабанов» авторского текста о Мариуполе с размышлением о причинах его уничтожения);
8. пост от 21 марта 2022 года (видеоролик об обстановке в оккупированном Херсоне);
9. пост от 24 марта 2022 года (авторский текст об итогах месяца войны в Украине с выводом в конце: «Каждый новый день войны ломает тысячи судеб и погружает нас всё глубже в бездну. Это безумие необходимо остановить»);
10. пост от 3 апреля 2022 года (репост из Telegram-канала «Скат media» с шокирующими фотографиями тел погибших мирных жителей, оставшихся на улицах городов Киевской области после ухода из них российских войск);
11. пост от 3 апреля 2022 года (репост из Telegram-канала «Канал Максима Каца» видеоролика под названием «БУЧА. Спецоперация по уничтожению мирных жителей (18+)»);
12. пост от 4 апреля 2022 года (авторский текст с ссылкой на статью Дмитрия Колезева «Буча: почему приходится верить?»).

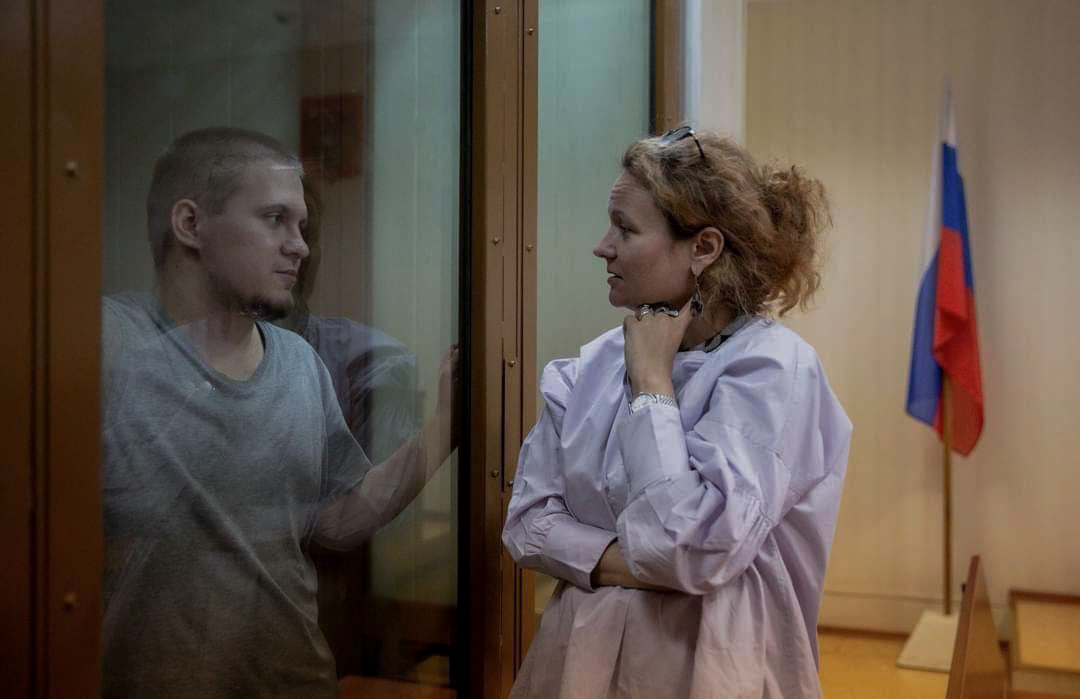
Дмитрий Иванов со своим адвокатом Марией Эйсмонт

3 июня 2022 года Пресненский районный суд отправил Дмитрия Иванова в СИЗО на 2 месяца до 2 августа 2022 года. Судья Кириченко К. Е. дословно удовлетворила ходатайство следствия. Вину Иванов не признал.
18 июля 2022 года Московским городским судом была рассмотрена апелляционная жалоба на меру пресечения на время следствия. Мера пресечения оставлена без изменения.
19 июля 2022 года дело было переквалифицировано как деяние, совершенное без участия иных лиц.
21 июля 2022 года Пресненский районный суд в лице Авдотьиной А. А. продлил заключение в следственном изоляторе на месяц до 2 сентября 2022 года.
15 августа 2022 года Тимирязевский районный суд продлил Иванову заключение в следственном изоляторе на полгода до 3 февраля 2023 года во время предварительных слушаний по уголовному делу.
26 августа 2022 года в Тимирязевском районном суде должно было пройти первое заседание по существу, однако оно было перенесено на 21 сентября 2022 года по причине того, что конвой не доставил Иванова в суд.
21 сентября 2022 года в Тимирязевском районном суде началось рассмотрение дела по существу. В ходе заседания были допрошены трое свидетелей обвинения.
28 сентября 2022 года судебное заседание не состоялось. Иванов не был доставлен в суд.
5 октября 2022 года в Тимирязевском районном суде прошло второе заседание по существу. Были допрошены двое свидетелей обвинения, в их числе — экс-замдекана ФФФХИ МГУ Людмила Григорьева.
12 октября 2022 года Московский городской суд рассмотрел сразу две апелляционные жалобы на меры пресечения, вынесенные Пресненским районным судом о нахождении Иванова в СИЗО до 2 сентября 2022 года и Тимирязевским районным судом о нахождении в СИЗО до 3 февраля 2023 года. Обе меры пресечения о нахождении под стражей оставлены без изменения.
26 октября 2022 года в Тимирязевском районном суде в ходе третьего заседания по существу прокурор приступила к зачитыванию томов материалов уголовного дела.
2 ноября 2022 года прошло четвёртое заседание по существу. Зачитывание томов уголовного дела было завершено.
19 января 2023 года, после очередного судебного заседания по своему делу, Иванов был избит конвоиром в здании суда. А также подвергся угрозе сексуализированного насилия.
7 марта 2023 года Тимирязевский суд признал Дмитрия Иванова виновным в распространении «фейков о вооруженных силах России» и приговорил его к 8,5 годам колонии.

### Поручившиеся за Дмитрия Иванова на время следствия по уголовному делу
Поручительства за Иванова подписали многие известные личности, среди них: главный редактор «Новой газеты» и нобелевский лауреат Дмитрий Муратов, журналист и репортер Андрей Лошак, журналист и кинокритик Антон Долин, журналист и общественный деятель Николай Сванидзе, журналист Антон Орехъ, политик Марина Литвинович, бывший глава СПЧ Михаил Федотов, диссидент и политик Валерий Борщев, один из основателей партии «Яблоко» Владимир Лукин, писатель и журналист Леонид Никитинский, правозащитница и координатор фонда «Русь сидящая» Алла Фролова, актриса Мария Шалаева, профессор, академик и директор ИСП РАН Арутюн Аветисян, бывший вице-президент и исполнительный директор международной организации Transparency International Елена Панфилова, политик Константин Янкаускас, социолог Григорий Юдин, режиссер Борис Хлебников, главный редактор телеканала «Дождь» Тихон Дзядко и многие другие.

### Признания политического характера преследования
15 июля 2022 года правозащитный проект «Поддержка политзаключённых. Мемориал», руководствуясь международными критериями, признал Дмитрия Иванова политическим заключённым.
7 марта 2023 года Amnesty International признала Дмитрия Иванова «узником совести».